# 모함메드 문타리
모함메드 문타리(아랍어: محمد مونتاري, Mohammed Muntari, 1993년 12월 20일 ~ )는 가나에서 태어난 카타르의 축구 선수로, 현재 카타르 스타스 리그의 알두하일 SC와 카타르 축구 국가대표팀에서 스트라이커로 뛰고 있다.
이 선수는 2022년 FIFA 월드컵에서 2차전 세네갈과의 경기 중에서 2대 0으로 끌려가고 있었는데 카타르의 역사적인 월드컵 첫 골을 넣었다.